# AJ Davis (basketballer, 1995)
Antonio Lee Davis Jr. (Indianapolis, 15 maart 1995) is een Amerikaans basketballer.

## Carrière
Davis speelde collegebasketbal voor de Tennessee Volunteers en UCF Knights van 2013 tot 2018. Hij werd niet gekozen in de NBA draft van dat jaar. Hij tekende daarna een contract bij KB Prishtina in Kosovo. In januari 2019 tekende hij bij het Australische Brisbane Bullets en speelde er tot in maart 2019. In maart tekende hij bij de Delaware Blue Coats en speelde er de rest van het seizen. Tijdens de zomer van 2019 speelde hij voor de Philadelphia 76ers in de NBA Summer League. In september 2019 speelde hij voor Reales de La Vega in de Dominicaanse Republiek. Hij keerde na de zomer terug naar de Delaware Blue Coats maar zijn contract werd ontbonden begin november 2019. Eind november tekende hij bij reeksgenoot Stockton Kings en speelde er tot in midden december 2019.
Op 4 januari 2020 tekende hij bij Real Estelí Baloncesto uit Nicaragua. In februari 2020 tekende hij bij Club Sameji in de Dominicaanse Republiek. In september 2020 tekende hij bij het Zweedse BC Luleå en speelde het seizoen uit bij Charilaos Trikoupis. Van mei tot juni 2020 speelde hij bij Mauricio Baez waarmee hij kampioen werd in de Dominicaanse Republiek. Hij tekende voor het seizoen 2021/22 voor de Duitse tweedeklasser Nürnberg Falcons. In april 2022 ging hij spelen in de Canadese CEBL voor de Niagara River Lions.
Voor het seizoen 2022/23 tekende hij bij het Griekse Apollon Patras BC waar hij een seizoen speelde. Hij keerde net als het vorige seizoen terug naar de CEBL en ging opnieuw spelen voor de Niagara River Lions. In december 2023 tekende hij een contract bij het Belgische Leuven Bears. Hij keerde voor de zomer van 2024 terug naar het Canadese Niagara River Lions.

## Privéleven
Davis is de zoon van voormalig basketballer Antonio Davis en zijn zus Kaela Davis is ook een profbasketbalster.

## Erelijst
- TBS-kampioen: 2020